# آسيا أحمد خالد
آسيا أحمد خالد وهي سياسية كردية عراقية من محافظة دهوك.
شغلت منصب عضوة في الجمعية الوطنية الانتقالية المؤقتة عامي 2004 و2005، وكانت عضوة في اللجنة التربوية في الجمعية.
وكذلك كانت عضوة في مجلس النواب العراقي في دورته الأولى عن قائمة التحالف الكردستاني، وكانت عضوة لجنة الشهداء والسجناء السياسيين.